# Luke Durbridge
Luke Durbridge (Greenmount, 9 aprile 1991) è un ciclista su strada e pistard australiano che corre per il Team Jayco AlUla. Campione del mondo di inseguimento a squadre e Under-23 a cronometro nel 2011, è professionista su strada dal 2012.

## Carriera
Su pista nel 2011 ad Apeldoorn si laurea campione del mondo di inseguimento a squadre con il quartetto australiano completato da Jack Bobridge, Rohan Dennis e Michael Hepburn. Nella stessa specialità vince anche tre gare di Coppa del mondo tra il 2008 e il 2010.
Su strada ottiene i principali successi nelle prove a cronometro, aggiudicandosi anche il titolo mondiale di specialità nelle categorie juniores (nel 2009 a Mosca) e Under-23 (nel 2011 a Copenaghen). Nel 2012 debutta da professionista con il team Orica-GreenEDGE; in stagione vince il titolo nazionale Elite a cronometro, e l'anno dopo conquista sia il titolo in linea che quello a cronometro. Si ripete vincendo la prova nazionale a cronometro anche nel 2019 e nel 2020. Nel 2012 fa suo anche il prologo del Critérium du Dauphiné e conclude quinto all'Eneco Tour.
Nel 2014 conquista il titolo oceaniano in linea. Dopo essersi classificato diciottesimo alla Parigi-Roubaix 2016, ottiene buoni piazzamenti in avvio di stagione 2017, concludendo sesto alla Strade Bianche e quarto sia alla Dwars door Vlandreen che alla E3 Harelbeke; sempre nel 2017 vince una cronometro alla Driedaagse De Panne - Koksijde.

## Palmarès

### Strada
- 2009 (Juniores)

Campionati del mondo, Prova a cronometro Juniores
2ª tappa Tour of Tasmania
- 2010 (Team Jayco-Skins)

Prologo Mersey Valley Tour (cronometro)
Classifica generale Mersey Valley Tour
Memorial Davide Fardelli
- 2011 (Team Jayco-Skins)

Campionati australiani, Prova a cronometro Under-23
Prologo Olympia's Tour (Hoofddorp > Hoofddorp, cronometro)
5ª tappa Olympia's Tour (Reuver > Reuver, cronometro)
Chrono Champenois (cronometro)
Campionati del mondo, Prova a cronometro Under-23
- 2012 (GreenEDGE/Orica-GreenEDGE, sette vittorie)

Campionati australiani, Prova a cronometro
3ª tappa Circuit de la Sarthe (Angers > Angers, cronometro)
Classifica generale Circuit de la Sarthe
Prologo Giro del Delfinato (Grenoble > Grenoble, cronometro)
4ª tappa Tour du Poitou-Charentes (La Roche-Posay > La Roche-Posay, cronometro)
Classifica generale Tour du Poitou-Charentes
Duo Normand (cronocoppie, con Svein Tuft)
- 2013 (Orica-GreenEDGE, quattro vittorie)

Campionati australiani, Prova a cronometro
Campionati australiani, Prova in linea
3ª tappa Circuit Cycliste Sarthe (Angers > Angers, cronometro)
Duo Normand (cronocoppie, con Svein Tuft)
- 2014 (Orica-GreenEDGE, una vittoria)

Campionati oceaniani, Prova in linea
- 2016 (Orica-BikeExchange, una vittoria)

Duo Normand (cronocoppie, con Svein Tuft)
- 2017 (Orica-Scott, una vittoria)

3ª tappa, 2ª semitappa Driedaagse De Panne - Koksijde (De Panne > De Panne, cronometro)
- 2019 (Mitchelton-Scott, una vittoria)

Campionati australiani, Prova a cronometro
- 2020 (Mitchelton-Scott, una vittoria)

Campionati australiani, Prova a cronometro
- 2025 (Team Jayco AlUla, una vittoria)

Campionati australiani, Prova in linea

#### Altri successi
- 2010 (Team Jayco-Skins)

1ª tappa Internationale Thüringen Rundfahrt (Bleicherode > Bleicherode, cronosquadre)
- 2012 (Orica-GreenEDGE)

Darren Smith Cycle Classic
Classifica giovani Circuit de la Sarthe
2ª tappa Eneco Tour (Sittard > Sittard, cronosquadre)
Classifica giovani Tour du Poitou-Charentes
- 2014 (Orica-GreenEDGE)

1ª tappa Giro d'Italia (Belfast > Belfast, cronosquadre)
Mitchelton Bay Cycling Classic-Portarlington Criterium
- 2015 (Orica-GreenEDGE)

1ª tappa Giro d'Italia (San Lorenzo al Mare > Sanremo, cronosquadre)
- 2018 (Mitchelton-Scott)

3ª tappa Hammer Sportzone Limburg (Sittard-Geleen > Sittard-Geleen, cronosquadre)
- 2019 (Mitchelton-Scott)

1ª tappa Tirreno-Adriatico (Lido di Camaiore > Lido di Camaiore, cronosquadre)
1ª tappa Czech Cycling Tour (Ostrava > Ostrava, cronosquadre)
- 2020 (Mitchelton-Scott)

1ª tappa Czech Cycling Tour (Uničov > Uničov, cronosquadre)

### Pista
- 2008

Campionati australiani, Inseguimento a squadre Juniores (con Michael Freiberg, Jonathan Dunlop e Jordan Van der Togt)
Campionati del mondo Juniores, Inseguimento a squadre (con Luke Davison, Rohan Dennis e Thomas Palmer)
2ª prova Coppa del mondo 2008-2009, Inseguimento a squadre (Melbourne, con Jack Bobridge, Rohan Dennis e Mark Jamieson)
- 2009

Campionati australiani, Inseguimento a squadre (con Michael Freiberg, Cameron Meyer e Travis Meyer)
Campionati del mondo Juniores, Americana (con Alex Carver)
2ª prova Coppa del mondo 2009-2010, Inseguimento a squadre (Melbourne, con Rohan Dennis, Michael Hepburn e Cameron Meyer)
- 2010

4ª prova Coppa del mondo 2009-2010, Inseguimento a squadre (Pechino, con Michael Hepburn, Leigh Howard e Cameron Meyer)
- 2011

Campionati australiani, Corsa a punti
Campionati del mondo, Inseguimento a squadre (con Jack Bobridge, Rohan Dennis e Michael Hepburn)

## Piazzamenti

### Grandi Giri
- Giro d'Italia

2013: 142º
2014: ritirato (11ª tappa)
2015: 109º
2019: 78º
- Tour de France

2014: 122º
2015: 151º
2016: 112º
2017: ritirato (2ª tappa)
2018: 118º
2019: 109º
2021: 100º
2022: non partito (10ª tappa)
2023: 130º
2024: 123º
2025: 137º
- Vuelta a España

2022: 111º

### Classiche monumento
- Milano-Sanremo

2014: 94º
2015: ritirato
2021: 84º
2022: 55º
2024: 157º
- Giro delle Fiandre

2014: ritirato
2015: 43º
2016: 71º
2017: 12º
2018: 64º
2020: 48º
2021: 87º
2022: 83º
2023: ritirato
2024: ritirato
- Parigi-Roubaix

2013: 110º
2014: 90º
2015: 102º
2016: 18º
2017: ritirato
2018: 59º
2021: 54º
2022: 47º
2023: 100º
2024: ritirato
- Liegi-Bastogne-Liegi

2015: ritirato
- Giro di Lombardia

2013: ritirato

### Competizioni mondiali
- Campionati del mondo su strada

Mosca 2009 - Cronometro Juniores: vincitore
Melbourne 2010 - Cronometro Under-23: 2º
Melbourne 2010 - In linea Under-23: ritirato
Copenaghen 2011 - Cronometro Under-23: vincitore
Copenaghen 2011 - In linea Under-23: 106º
Limburgo 2012 - Cronometro Elite: 21º
Limburgo 2012 - Cronosquadre: 3º
Toscana 2013 - Cronosquadre: 2º
Ponferrada 2014 - Cronosquadre: 2º
Richmond 2015 - Cronosquadre: 4º
Richmond 2015 - Cronometro Elite: 20º
Richmond 2015 - In linea Elite: ritirato
Doha 2016 - Cronosquadre: 3º
Doha 2016 - Cronometro Elite: 18º
Doha 2016 - In linea Elite: ritirato
Bergen 2017 - Cronosquadre: 5º
Bergen 2017 - In linea Elite: ritirato
Innsbruck 2018 - Cronosquadre: 5º
Yorkshire 2019 - Cronometro Elite: 13º
Yorkshire 2019 - In linea Elite: ritirato
Imola 2020 - Cronometro Elite: 15º
Imola 2020 - In linea Elite: ritirato
Fiandre 2021 - In linea Elite: ritirato
Wollongong 2022 - Staffetta mista: 3º
Wollongong 2022 - In linea Elite: ritirato
Glasgow 2023 - Staffetta mista: 6º
Glasgow 2023 - In linea Elite: ritirato
- Campionati del mondo su pista

Città del Capo 2008 - Inseguimento a squadre Juniores: vincitore
Città del Capo 2008 - Corsa a punti Juniores: 3º
Città del Capo 2008 - Inseguimento individuale Juniores: 4º
Mosca 2009 - Inseguimento a squadre Juniores: 2º
Mosca 2009 - Americana Juniores: vincitore
Apeldoorn 2011 - Inseguimento a squadre: vincitore
- Giochi olimpici

Tokyo 2020 - In linea: 72º